# Sando (empresa)
Sando es una compañía  con sede central en Málaga (España) dedicada a la construcción de infraestructuras y a la gestión y explotación de servicios urbanos. Emplea a unas 2.000 personas y factura unos 300 millones de euros al año.

## Historia
José Luis Sánchez Domínguez fundó en 1974 Construcciones Sánchez Domínguez, germen de Sando.En 2019, el grupo SANDO culminó un plan estratégico con el respaldo de la banca donde desapareció la actividad de promoción inmobiliaria para centrarse en construcción y servicios.

## Actividad
El grupo empresarial dispone de un departamento de I+D+i dedicado a la búsqueda de soluciones tecnológicas que contribuyan a optimizar la calidad de las actividades que desarrolla. Sando cuenta con el certificado según la norma UNE 166002 para su Sistema de Gestión de I+D+i, otorgado por Aenor.
La gestión sostenible de sus actividades le ha permitido a Sando mantener una política de responsabilidad social corporativa alineada con la estrategia de negocio y los Objetivos del Desarrollo Sostenible. Una labor que se estimula a través de la Fundación Sando con proyectos enfocados en el ámbito cultural, social, deportivo, laboral, en la seguridad y salud, la investigación, el medio ambiente, el patrimonio histórico-artístico o la integración laboral y sociocultural de personas vulnerables.